# أوليغ فينوغرادوف
أوليغ فينوغرادوف (بالإستونية: Oleg Vinogradov)‏ هو مجدف إستوني، ولد في 28 أبريل 1984.

## وصلات خارجية
- أوليغ فينوغرادوف على موقع الاتحاد الدولي للتجديف (الإنجليزية)
- أوليغ فينوغرادوف على موقع اللجنة الأولمبية الدولية (الإنجليزية)
- أوليغ فينوغرادوف على موقع أوليمبيديا (الإنجليزية)